# A Rush of Blood to the Head
A Rush of Blood to the Head is het tweede studioalbum van de Britse rockgroep Coldplay. Het album kwam uit in augustus 2002 op het label van Parlophone. Volgens critici is dit album afwisselender dan hun debuutalbum, Parachutes. De cover van het album is gemaakt door Sølve Sundsbø.
A Rush of Blood to the Head heeft typische popsongs ("In My Place"), liefdesballads ("The Scientist"), akoestische nummers ("Green Eyes") en nummers die doen denken aan Parachutes. Het is het enige album (uitgezonderd verzamelalbums) waarvan zeven nummers (de zojuist genoemde plus “Clocks”, "Politik", "God Put A Smile Upon Your Face" en "Amsterdam") de Top 2000 haalden.
In 2003 won het album de prijs voor Beste Alternatieve album tijdens de uitreiking van de Grammys.

## Nummers
1. "Politik" - 5:18
2. "In My Place" - 3:48
3. "God Put A Smile Upon Your Face" - 4:57
4. "The Scientist" - 5:09
5. "Clocks" - 5:07
6. "Daylight" - 5:27
7. "Green Eyes" - 3:43
8. "Warning Sign" - 5:31
9. "A Whisper" - 3:58
10. "A Rush of Blood to the Head" - 5:51
11. "Amsterdam" - 5:19

## Hitlijsten en verkoop
| Land                | Toppositie | Certificatie | Verkoop     |
| ------------------- | ---------- | ------------ | ----------- |
| Australië           | 1          | 5x Platina   | 350,000+    |
| Canada              |            | 4x Platina   | 400,000+    |
| Frankrijk           | 4          | 2x Goud      | 200,000+    |
| Duitsland           | 1          | 3x Goud      | 450,000+    |
| Nieuw-Zeeland       | 2          | 4x Platina   | 60,000+     |
| Mexico              | 2          | Platina      | 100,000+    |
| Verenigd Koninkrijk | 1          | 8x Platina   | 2,638,927   |
| Verenigde Staten    | 5          | 4x Platina   | 4,488,208   |
| Wereldwijd          | -          |              | 12,000,000+ |

## Details
Het album is uitgekomen in verschillende landen.
| Land                | Datum             | Label       | Formaat | Catalogus            |
| ------------------- | ----------------- | ----------- | ------- | -------------------- |
| Japan               | 12 augustus 2002  | Toshiba-EMI | cd      | TOCP 66020           |
| Verenigd Koninkrijk | 26 augustus 2002  | Parlophone  | vinyl   | 5405041              |
|                     |                   |             | cd      | 5405042              |
| Australië           | 26 augustus 2002  | Capitol     | cd      | 5405042              |
| Verenigde Staten    | 27 augustus 2002  | Capitol     | cd      | CDP 7243 5 40504 2 8 |
| Canada              | 27 Augustus, 2002 | Parlophone  | cd      | 7243 5 40504 2 8     |

## Prijzen en nominaties

### Prijzen
- 2003 Grammy Awards 2003 - Beste Alternatieve Album
- 2003 Grammy Awards 2003 - Beste Rock optreden van duo of groep met zang voor "In My Place"
- 2003 Brit Awards 2003 - Beste Britse Album
- 2004 Grammy Awards 2004 - Record of the Year met "Clocks"

### Nominaties
- 2003 Mercury Music Prize